# Gonatodes timidus
Espèce
Statut de conservation UICN

 LC  : Préoccupation mineure
Gonatodes timidus est une espèce de geckos de la famille des Sphaerodactylidae.

## Répartition et habitat
Cette espèce est endémique du centre du Guyana. Elle vit dans la forêt tropicale humide de basse altitude.

## Publication originale
- Kok, 2011 : A new species of the genus Gonatodes Fitzinger, 1843 (Reptilia: Sphaerodactylidae) from central Guyana, northern South America. Zootaxa, n. 3018, p. 1–12.